# له آب (مقاطعة فيروزآباد)
له‌آب (بالفارسية: له‌آب) هي قرية تقع في قسم برزيتون الريفي في إيران. يقدر عدد سكانها بـ 62 نسمة بحسب إحصاء 2016.